# 石原彦太郎

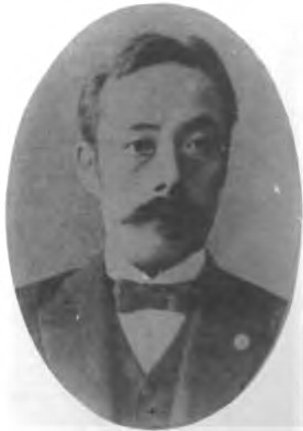
石原彦太郎

石原 彦太郎（いしはら ひこたろう、嘉永7年11月16日（1855年1月4日） - 明治31年（1898年）8月30日）は、衆議院議員（自由党）、甲府市長。

## 経歴
甲斐国甲府柳町に父「彦太郎（光邦）」、母「たけ」の長男として生まれる。慶応4年3月5日、東山道総督参謀の板垣退助らが甲府城に入ると石原家（冨士彦）を宿舎とした。この際、彦太郎は大いに板垣に心酔し、後年に板垣が自由民権運動を起こすとこれに賛同し、自由党に入党した。1875年（明治8年）1月に山梨県第一区副戸長となり、1889年（明治22年）7月1日の甲府市制施行に伴う、同月19日及び20日の両日に渡った第一回市会議員選挙において、第一期議員30名の中の一人として甲府市会議員（1889年（明治22年）7月20日 - 1895年（明治28年）7月19日）に当選し1891年（明治24年）6月20日には議長に選出され、1893年（明治26年）1月20日まで務めている。また、同年10月には山梨県会議員に選出されたが1894年（明治27年）9月に辞職し、同月の第4回衆議院議員総選挙に山梨県第一区（甲府市、西山梨郡、中巨摩郡、北巨摩郡）から立候補し衆議院議員に当選。1897年（明治30年）11月6日には甲府市長（在任期間：1897年（明治30年）11月6日 - 1898年（明治31年）6月18日）となったが、病のため翌年4月に東京医科大学病院に入院し、在任7か月で甲府市長を辞任。辞任2か月後に死去、享年45。

## 親族
- 二女: そゑ（和田義正(農商務省営林技師・日本護謨取締役)の妻）
- 四女: よう（二子石官太郎(陸軍中将・歩兵第52連隊長)の妻）